# Электрофон

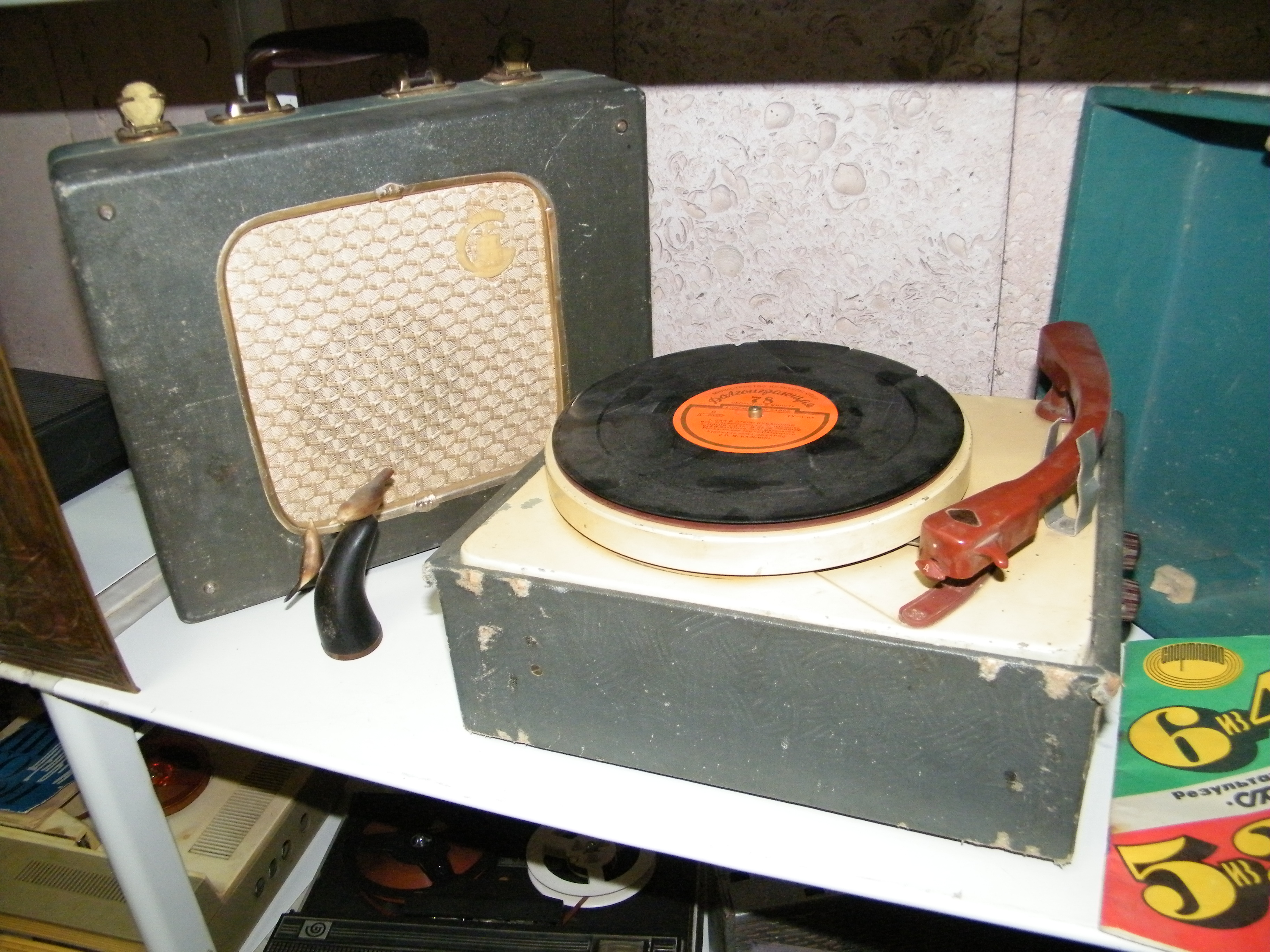
Типичный радиограммофон 1950-х годов

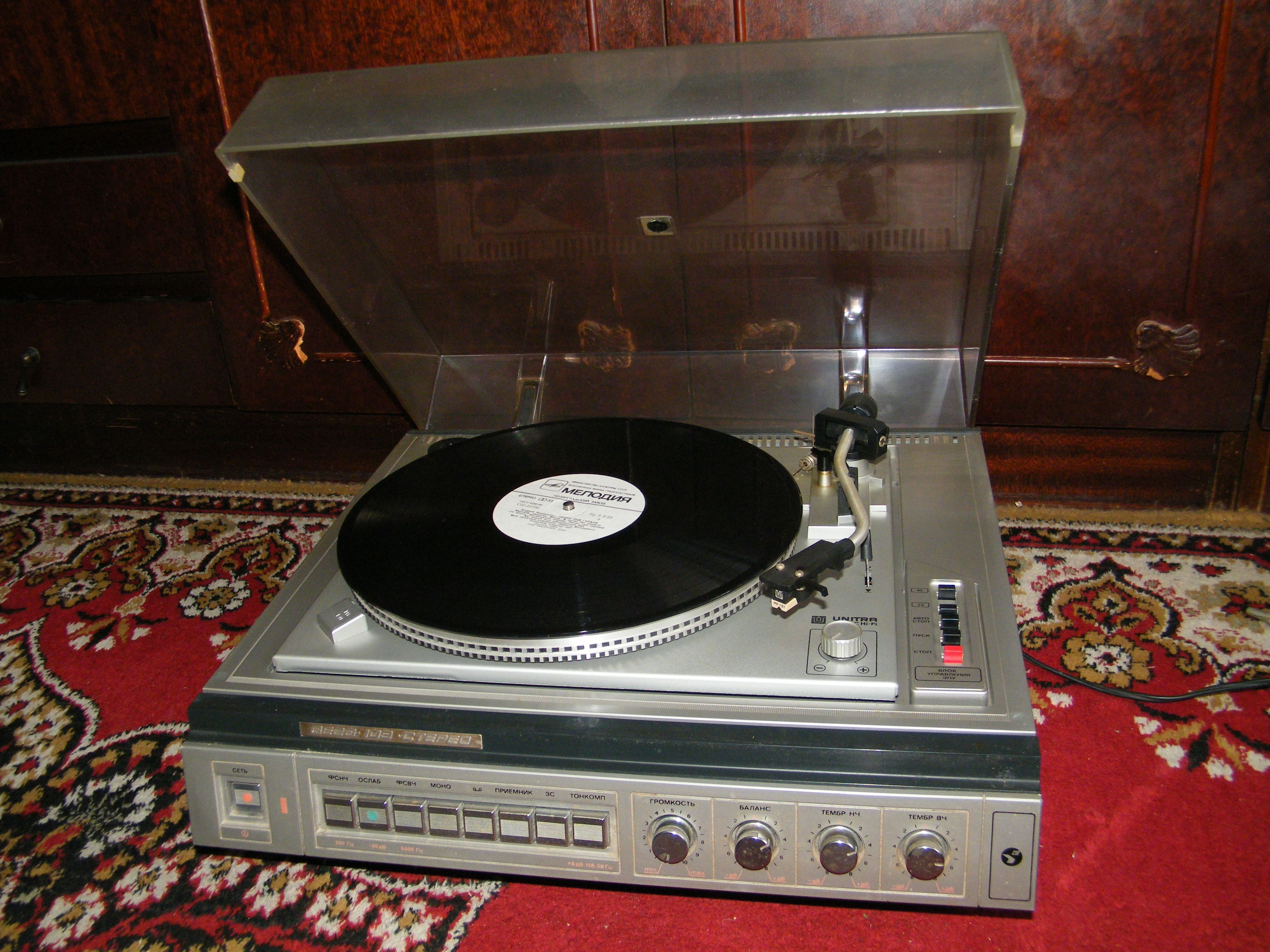
Стереофонический электрофон 1-го класса «Вега-109» (СССР) с ЭПУ фирмы Unitra (Польша)

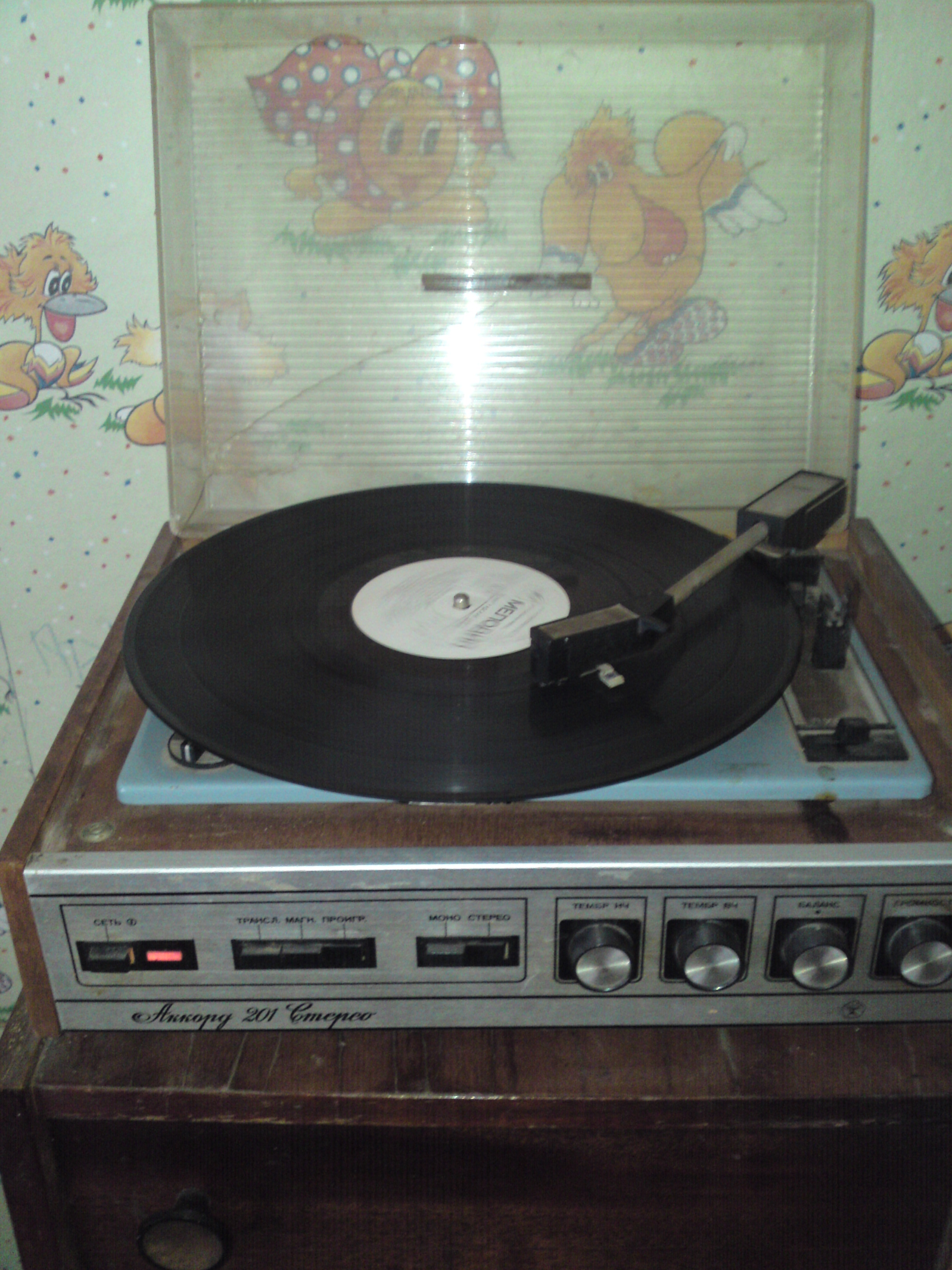
Стереофонический электрофон 2-го класса «Аккорд-201», 1974 г., СССР

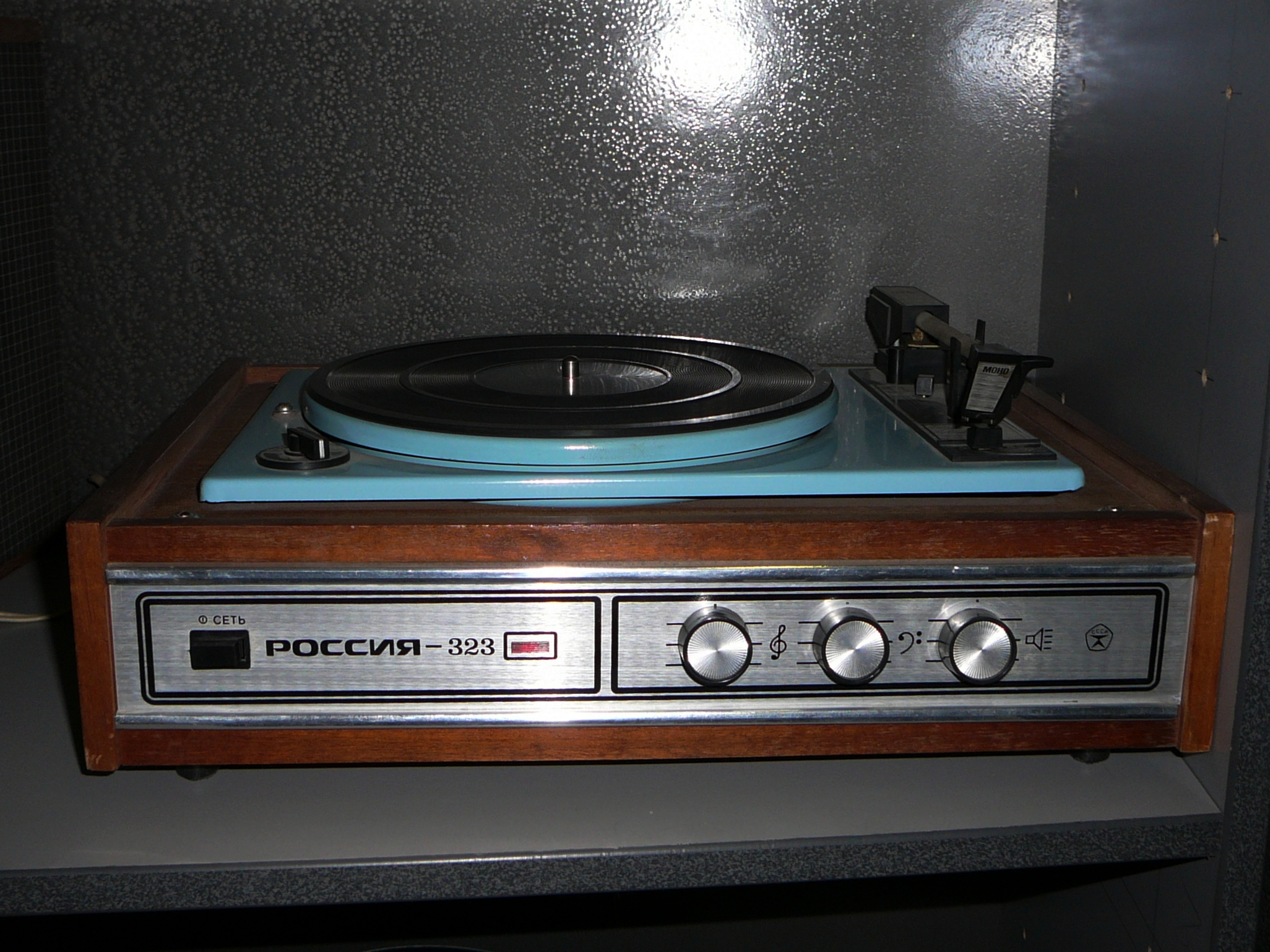
Монофонический электрофон 3-го класса «Россия-323» 1984 г., СССР

Электрофо́н — по принятой в СССР терминологии — электроакустический аппарат, конструктивно объединяющий электропроигрыватель (ЭПУ), полный усилитель мощности сигналов звуковой частоты и бытовую встроенную или выносную акустическую систему, предназначенный для воспроизведения звука с грампластинок.
В быту электрофон обычно называли прои́грывателем, но официальный термин «электропроигрыватель» обозначал аппарат, не имеющий встроенного усилителя (кроме, может быть, усилителя-корректора). До конца 1950-х годов в СССР устройства, аналогичные электрофону, назывались «радиограммофонами», иногда «электрограммофонами», «радиопатефонами» и т. п. Лишь к началу 1970-х был установлен термин «электрофон».

## Устройство
Основным узлом всех электрофонов является электропроигрывающее устройство (ЭПУ), выполненное в виде функционально законченного блока. В состав ЭПУ входят электродвигатель, массивный диск, тонарм с головкой звукоснимателя и различные вспомогательные устройства: автостоп, автомат для установки звукоснимателя на вводную канавку грампластинки, микролифт для плавного опускания и подъёма головки звукоснимателя и т. д.
Таким образом, электрофон можно представить как ЭПУ, помещённое в корпус с источником питания, органами управления, усилителем и акустической системой. 
В отличие от электропроигрывателя — электрофон не требует каких-либо дополнительных устройств для воспроизведения грамзаписи.

## История
Своим появлением электрофоны (как и электропроигрыватели) обязаны одной из первых систем звукового кино «Вайтафон». Фонограмма фильма воспроизводилась с грампластинки электрофоном, привод вращения которого был синхронизирован с валом протяжки киноплёнки кинопроектора. Новая технология электромеханического звуковоспроизведения обеспечивала громкое озвучивание, качеством много выше прежних «граммофонных» стандартов кинопоказа — «Гомон Хронофон» и других.
Первый электрофон в СССР был разработан в 1932 году и получил название ЭРГ («Электрорадиограммофон»). Предполагалось, что его производство будет развернуто на Московском электротехническом заводе «Мосэлектрик», но этого не произошло. Советская промышленность в предвоенные и военные годы производила в основном проигрыватели граммофонных пластинок без встроенных усилителей мощности, а первый электрофон массового производства был выпущен лишь в 1953. Он имел название УП-2 («универсальный проигрыватель») вильнюсского завода «Эльфа». Он был собран на трёх радиолампах и мог воспроизводить как обычные в то время пластинки со скоростью проигрывания 78 об./мин., так и долгоиграющие пластинки со скоростью проигрывания 33 об./мин. В электрофоне «УП-2» ещё использовались сменные стальные «патефонные» иглы.
В 1957 г. был выпущен первый советский электрофон, пригодный для воспроизведения объёмного звука — «Юбилейный-Стерео». Это было высококачественное устройство, имевшее уже три скорости вращения (была добавлена скорость 45 об./мин. — стандартная в США), встроенный усилитель на семи лампах и две выносные акустические системы. Но и стоимость «Юбилейного» по тем временам была очень высока — 1200 рублей (до денежной реформы 1961 года) при средней зарплате в стране в то время около 700 рублей.
Термин «электрофон» впервые упомянут в № 6 журнала «Техника — молодёжи» за 1934 год как название прибора, по принципу действия аналогичного патефону, но с электродвигателем вместо пружинного привода. Такой аппарат показан в мультфильме «Одна из многих» 1943 года. Затем, после длительного перерыва, официальное название «электрофон» (а не «радиограммофон») в тепершнем значении (то есть, не только с электродвигателем, но и с электронным усилителем) впервые получило устройство «Молодёжный», выпускавшееся с 1965 года. Оно же стало одним из первых электрофонов, в которых ЭПУ было выполнено в виде унифицированного блока. В «Молодёжный» устанавливалось III-ЭПУ-20 или II-ЭПУ-40.
Первым транзисторным электрофоном в СССР стал «Концертный-3», выпускавшийся с 1967 года, но ламповые электрофоны продолжали выпускаться до 1980 года. Любопытно, что наиболее долго выпускавшаяся устаревшая модель называлась «Юность».
Всего в СССР производилось около 40 различных моделей электрофонов. Начиная с 1980-х годов некоторые из них комплектовались импортными ЭПУ (чаще всего — польскими, фирмы Unitra). Из необычных конструкций стоит отметить электрофон «Каравелла-203-стерео», выпускавшийся с 1982 года на кировском заводе «Ладога». Грампластинка в нём воспроизводилась в вертикальном положении, а игла тонарма перемещалась прямолинейно по радиусу пластинки, в отличие от традиционного перемещения по дуге. Помимо необычных в то время технических новшеств этот электрофон отличался и «футуристическим» внешним видом.

## Современность
В России разработка и производство электрофонов в целом прекратились с распадом СССР, хотя небольшие партии из старого задела деталей выпускались до 1994 года. Использование грампластинок как носителей аудиозаписей в 1990-е годы существенно снизилась, и много электрофонов пользователи выбросили из-за ненадобности или по причине отказов. Производители бытовой электроники из Юго-восточной Азии, по выражению журналистов, «подхватили упавшее знамя», возобновив выпуск проигрывателей грампластинок, встроенных в музыкальные центры.
С 2006 года продажи грампластинок демонстрируют устойчивый рост, поэтому электрофоны стали вновь покупаемы. На отечественном вторичном рынке бытовой электроники постоянно находится в продаже множество моделей советского производства и запчастей к ним, а зарубежные производители выводят на рынок новые модели электрофонов. Но большинство меломанов и любителей так называемого «винилового звука» обычно предпочитают электрофонам проигрыватели, так как им не нужно платить за встроенный усилитель и акустические системы, которые в дешёвых моделях имеют невысокое качество, а необходимое оборудование у всякого искушённого пользователя практически всегда уже имеется.